# Flemington, Victoria
Flemington är en stadsdel i Melbourne i Australien. Den ligger i kommunen Moonee Valley och delstaten Victoria, nära centrala Melbourne. Antalet invånare är 7 528.